# ماملو مخابان
ماملو مخابان (انگلیسی: Mamello Makhabane؛ زادهٔ ۲۴ فوریهٔ ۱۹۸۸) بازیکن فوتبال اهل آفریقای جنوبی است.
وی همچنین در تیم ملی فوتبال آفریقای جنوبی بازی کرده‌است.